# Калашников Василь Дмитрович
Василь Дмитрович Калашников (нар. 1904, місто Баланда, тепер місто Калінінськ Саратовської області, Російська Федерація — ?) — радянський діяч, уповноважений Міністерства заготівель СРСР по Українській РСР. Депутат Верховної Ради УРСР 3-го скликання.

## Життєпис
Народився в родині селянина-бідняка. Виріс у селі Велика Бурімка (тепер — Чорнобаївського району Черкаської області), куди його батько пересилився у пошуках роботи.
У 1914 році вступив до початкової школи. У 1921 році закінчив семирічну школу в селі Велика Бурімка. У 1921 році вступив до комсомолу.
З 1921 до 1924 року працював у комітеті селянської бідноти та в споживчій кооперації села Велика Бурімка Чорнобаївського району.
У 1924—1927 роках — завідувач політосвітвідділу, секретар Чорнобаївського районного комітету ЛКСМУ.
Член ВКП(б) з 1926 року.
У 1927—1929 роках — у Червоній армії: червоноармієць, політичний керівник роти.
У 1929—1937 роках — на партійній роботі: завідувач організаційного відділу Охтирського районного комітету КП(б)У на Сумщині; інструктор організаційно-інструкторського відділу ЦК КП(б)У; начальник політичного відділу радгоспу в Одеській області; начальник політичного сектора Забайкальського тресту радгоспів Народного комісаріату радгоспів СРСР у місті Чита.
У 1937—1940 роках — керуючий Східно-Сибірської краєвої контори «Головзаготскот» Сходу СРСР.
У 1940—1944 роках — уповноважений Народного комісаріату заготівель СРСР по Іркутській області РРФСР; уповноважений Народного комісаріату заготівель СРСР по Куйбишевській області РРФСР; начальник Головного управління заготівель зернових та олійних культур та член колегії Народного комісаріату заготівель СРСР.
28 лютого 1944 — квітень 1953 року — уповноважений Народного комісаріату (Міністерства) заготівель СРСР по Українській РСР.
З квітня 1953 року — заступник міністра сільського господарства і заготівель Української РСР.
Подальша доля невідома.

## Нагороди
- орден Леніна (23.01.1948)
- орден Вітчизняної війни І ст. (1.02.1945)
- ордени
- медалі